# Mastododera jansoni
Mastododera jansoni là một loài bọ cánh cứng thuộc phân họ Lepturinae, trong họ Cerambycidae. This beetle is distributed on island của Madagascar.